# 음갈문왕
음갈문왕(飮葛文王, 생몰년 미상)은 신라 중기의 왕족으로, 27대 왕인 선덕여왕의 부군이다. 삼국유사와 삼국사기, 일부 묘지석에는 음갈문왕으로 나타나는데, 위서 여부 논란이 있는 화랑세기에 의하면 흠반 갈문왕이라 한다.
김씨 혹은 박씨로 보는 설과 백반, 국반과 같은 항렬의 왕실 종친 또는 서자로 보는 설, 알천, 흠반 중 한 사람과 동일인으로 추정하는 설 등이 있으나 정확하지 않다. 사망시점에 대한 기록도 미상이다.

## 생애
초기에는 선덕여왕에게 남편이 없던 것으로 추정되었지만 일부 묘지석과 삼국유사, 삼국사기에 음이라는 이름이 나타났고, 1970년대 이후 확인되면서 이기백, 이종욱 등 일부 한국사학자들에 의해 연구되기 시작하였다.
삼국유사나 삼국사기에 의하면 선덕여왕이 즉위 초기에 당나라에서 파견한 사신이 돌아올 때, 당 태종이 신라사신편에  홍색, 자색, 백색의 모란 그림과 모란 또는 모란 씨앗 3되를 보냈다 하여 여왕의 배우자가 없는 것을 비꼬았다 한다. 음갈문왕과의 결혼은 632년 이후로 추정된다.
그는 신라 김씨 왕실의 가까운 친족 출신이었을 것으로 추정되나 불확실하다. 화랑세기에는 그의 이름이 흠반이라 하는데, 일각에서는 백반, 국반과 같은 항렬의 왕족 또는 서출로 추정하나 확실한 근거는 아직 발견되지 않고 있다. 그의 가계 또는 성씨에 대해서 정확히 알려진 것은 없고 자녀 여부도 미상이다.

## 기타
그밖에 일본의 학자 武田幸男은 음(飮)을 반(飯)을 오역하거나 마멸로 인한 오독으로 추정하기도 했다.

## 같이 보기
- 선덕여왕
- 진덕여왕

## 참고 문헌
- 삼국유사

## 관련 서적
- 이기백, 《신라정치사회사연구》 (일조각, 1974)
- 이종욱, 《신라상대왕위계승연구》 (영남대학교민족문화연구소, 1980)